# Snowflake Inc
Snowflake Inc. är ett börsnoterat amerikanskt datortjänstföretag, som tillhandahåller molntjänster, med huvudkontor i San Mateo i Kalifornien. 
Företaget grundades 2014 i Kalifornien av Benoit Dageville (född 1966), Thierry Cuanes och Marcin Zukowski. Bob Muglia (född 1959), tidigare en av cheferna på Microsoft, var vd 2014–2019.
Det börsnoterades på New Yorkbörsen i september 2020. Det var då den högst värderade börsintroduktionen för ett mjukvaruföretag någonsin.